# Râul Frumoasa, Olt
Râul Frumoasa este un mic curs de apă, afluent de stânga al râului Racu în depresiunea Ciuc. Pe acest râu este amplasat barajul Frumoasa.

## Hărți
- Harta județului Harghita
- Harta Munții Ciucului  Arhivat în 28 ianuarie 2018, la Wayback Machine.